# Moulin des Loges
Pour les articles homonymes, voir Moulin à marée (homonymie).
Le Moulin des Loges est un moulin à marée situé à Saint-Just-Luzac, commune de la périphérie de Marennes, dans le département français de Charente-Maritime. Il appartient à l'heure actuelle au Conservatoire du Littoral, et sa gestion est effectuée par l'Office de Tourisme de l'île d'Oléron et du bassin de Marennes. Situé au cœur des marais de la Seudre et construit entre le XIIe siècle et le XVe siècle, il est l'un des derniers moulins à marée d'Europe à produire de la farine.

## Fonctionnement général
Comme le moulin à vent utilise la force du vent, le moulin à marée use de la force de la mer comme énergie. Lorsque la marée monte, le bassin de retenue situé en amont se remplit par l'intermédiaire de portes anti-retour. Puis, à marée descendante les vannes sont ouvertes et la puissance de l'eau libérée fait tourner la roue et actionne, par un système d'engrenages, les meules pour moudre le blé. 
Le principal avantage du moulin à marée est un fonctionnement relativement régulier, la marée revenant environ toutes les 6 heures. Toutefois, le meunier reste tributaire de la force de celle-ci.

## Histoire du Moulin des Loges
L'histoire du Moulin des Loges est largement liée à celle du Sel et des marais salants, activité fortement développée en Charente-Maritime. L' « or blanc » et son commerce amènent les moines bénédictins à prendre possession de ces terres et ainsi à créer le Moulin des Loges au cœur des marais salants de la Seudre. 
Avant 1861, le moulin ne comporte qu’une paire de meule et un mécanisme en bois. Il peut moudre 100 kg de blé à l’heure pendant quelques heures. Racheté par les frères Bottom de Marennes qui souhaitent en améliorer fortement les rendements, il est alors équipé de trois paires de meules supplémentaires et le mécanisme est en partie remplacé par des pièces en fer. 
Toutefois, victime des avancées technologiques, le Moulin à marée des Loges comme de nombreux moulins, cesse son activité au début du XXe siècle et est laissé à l'abandon dans le marais. 
Racheté par des particuliers dans les années 1980 et réhabilité jusqu'en 2006, le moulin connait une seconde naissance avec la reconstitution du mécanisme de meunerie tel qu'il existait au XIIe siècle (en bois).  A l'heure actuelle, il reprend régulièrement vie au fil des marées et produit aujourd'hui encore de la farine à marées descendantes,.

## Environnement
Le moulin se situe dans une zone protégée. La faune et la flore sauvage y sont abondantes : on peut y observer des busard des roseaux, des gorges bleus, des cigognes, des batraciens, des reptiles, ... mais aussi de nombreux poissons. Et, on y retrouve également une large variété de plantes telles que la moutarde, le fenouil ou encore la salicorne.